# Leomar Francisco Rodrigues
Leomar Francisco Rodrigues, mais conhecido como Leomar (Campinas, 12 de agosto de 1986) é um futebolista brasileiro. Atualmente defende o Botafogo-PB. Já atuou pelo Bunyodkor, clube da primeira divisão do futebol do Uzbequistão.

## Títulos
- Campeonato Paulista Sub-20 de 2006, pelo Mogi Mirim.
- Campeonato Uzbeque de 2009, pelo Bunyodkor.
- Campeonato Cearense de 2010, pelo Fortaleza.